# Nanjing Yunjin-brocade

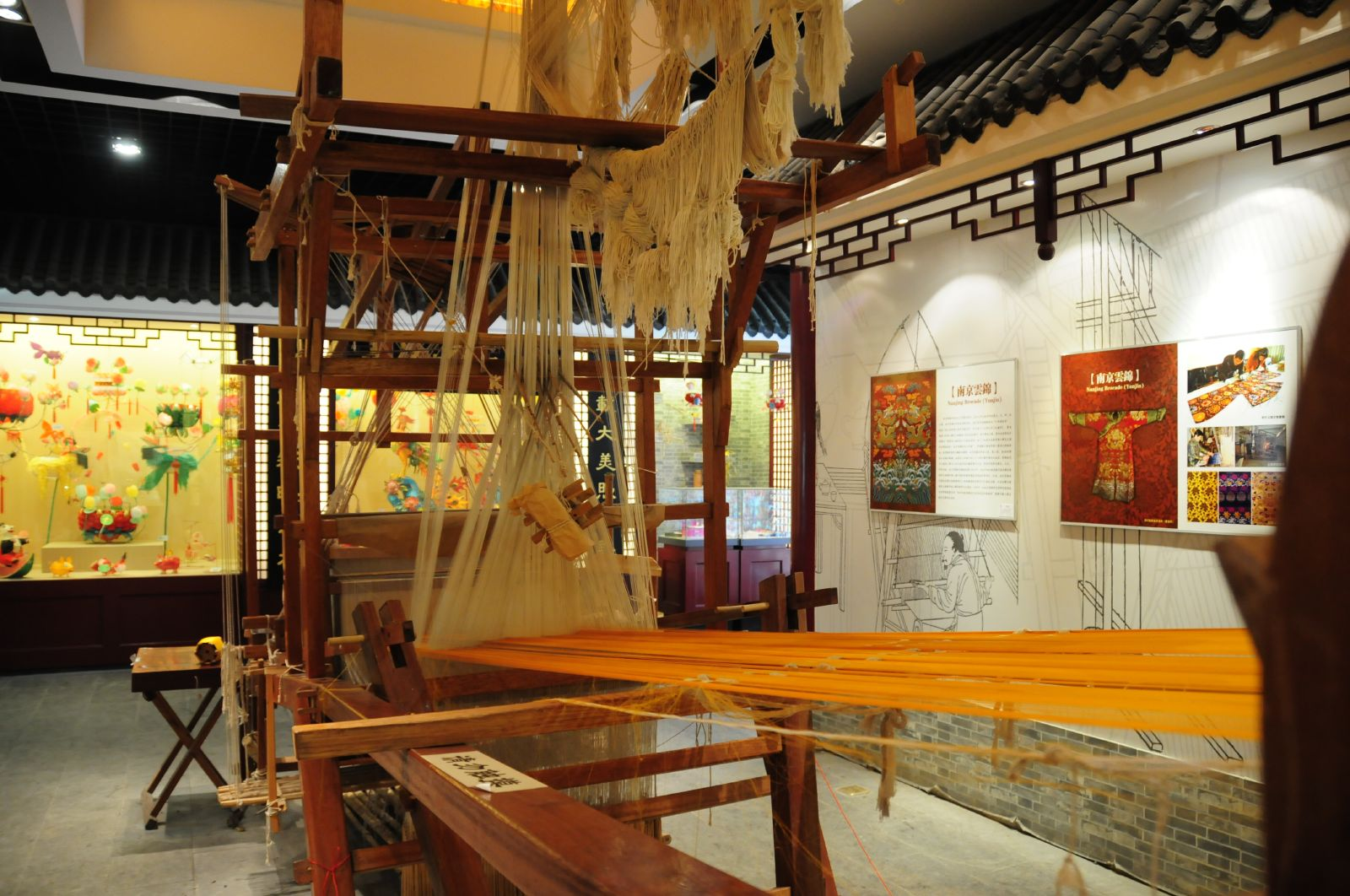
Weefgetouw gebruikt voor de Nanjing Yunjin brocade

Nanjing Yunjin-brocade is een brocade uit China. 

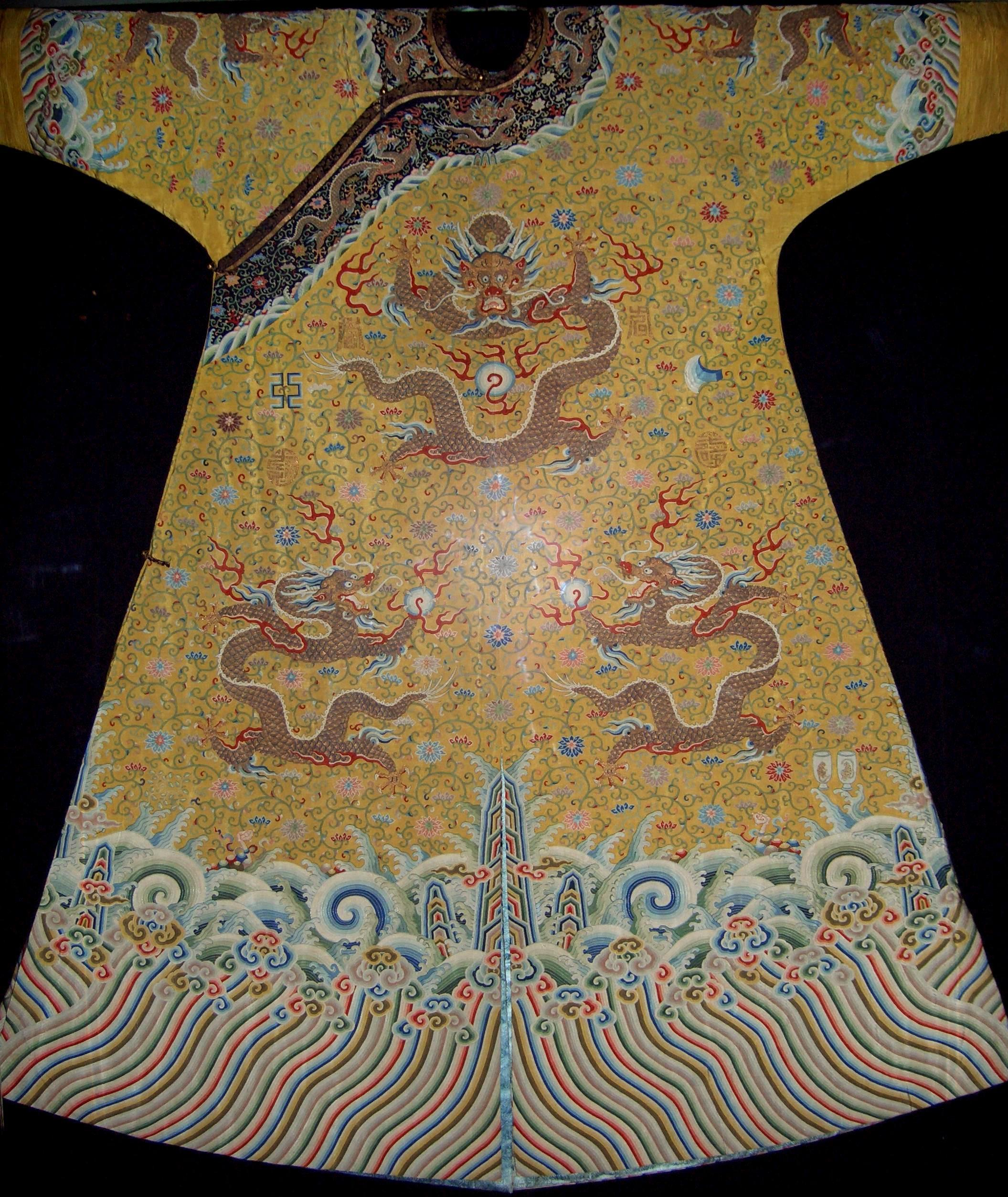
Drakenrobe van Qianlong

Twee mensen bedienen het weefgetouw, er wordt gewerkt met fijne materialen zoals pauwenveren, goud en zijde. De techniek werd gebruikt voor het produceren van de drakenrobe en kroningskostuum. Tegenwoordig worden nog souvenirs gemaakt. 
Er worden meer dan honderd procedures gebruikt tijdens het proces, zoals het maken van patronen. Tijdens het weven zingen de wevers ballades die hen herinneren aan de techniek. De wevers zien hen werk als een historische missie, omdat ze gebruikt worden om antieke zijden stoffen na te maken voor onderzoekers en museums. 
Nanjing Yunjin-brocade staat sinds 2009 vermeld op de Lijst van Meesterwerken van het Orale en Immateriële Erfgoed van de Mensheid van UNESCO.